# ميركوري-أطلس 9
كان ميركوري-أطلس 9 هو المهمة الفضائية المأهولة النهائية لمشروع ميركوري الأمريكي، الذي أطلق في 15 مايو من عام 1963 من مجمع إطلاق 14 (LC-14) في قاعدة كيب كانافيرال للقوات الجوية بولاية فلوريدا في الولايات المتحدة الأمريكية وانتهت المركبة الفضائية، التي كانت تدعى فيث 7، من 22 مداراً أرضياً قبل ان تنطلق في المحيط الهادئ، بقيادة رائد الفضاء جوردن كوبر، ثم قائد القوات الجوية أيضاً. بصاروخ أطلس رقم 130-D، والمركبة الفضائية ميركوري رقم 20. وهذه المهمة كانت هي المرة الأخيرة التي أطلقت شخصاً منفرداً للقيام بهذه المهمة المدارية.

## خلفية عن المهمة

### التخطيط للمهمة

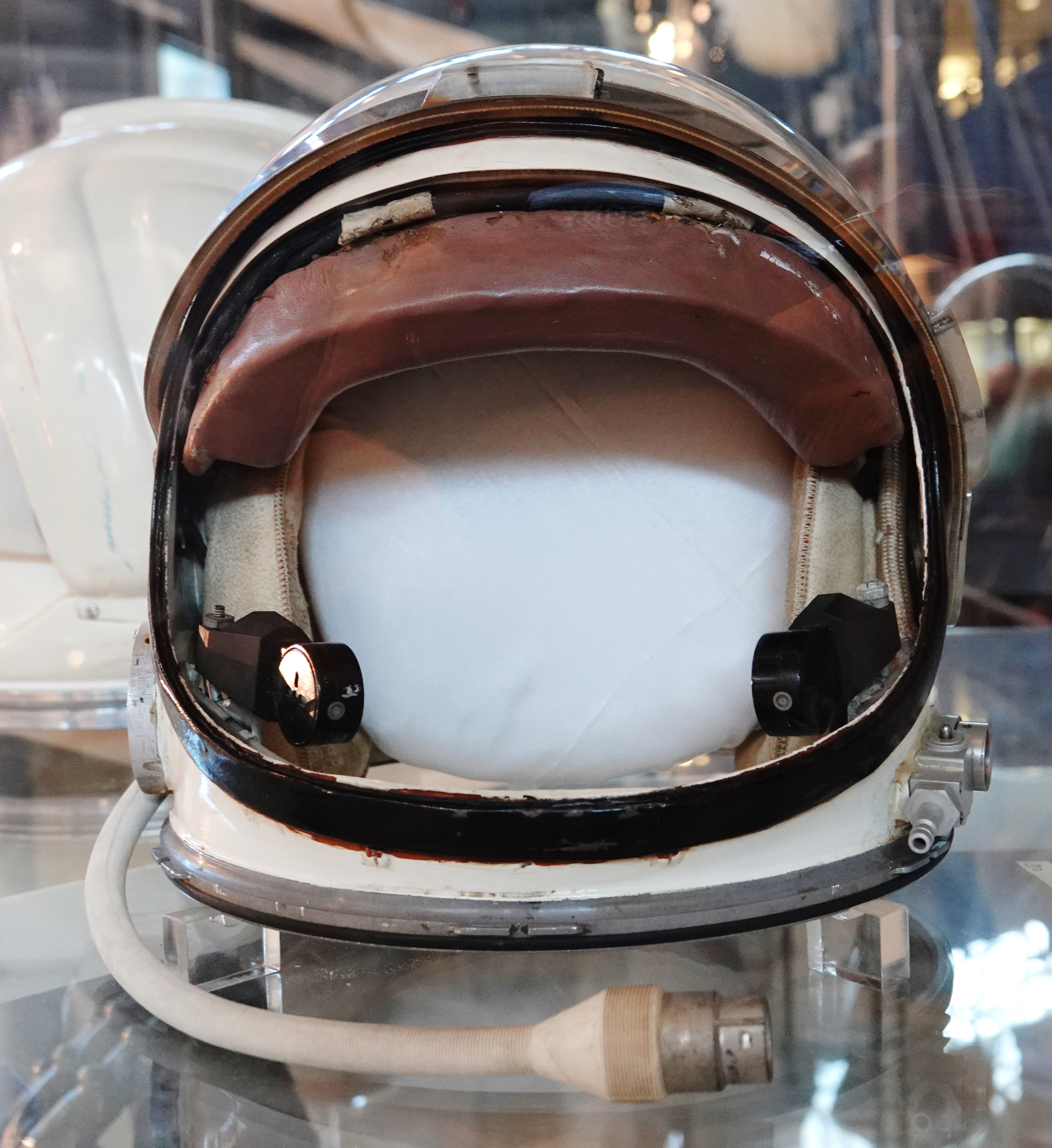
خوذة كوبر خلال مهمة ميركوري

في سبتمبر 1962، أنهت ناسا المفاوضات مع شركة ماكدونل لتعديل أربع مركبات فضائية من طراز ميركوري (رقم 12، و15، و17، و20) إلى مركبات تدعم تنفيذ مهمة تستغرق يومًا واحدًا. وتضمنت هذه التعديلات التي أُجريت على المركبة إزالة جهاز البريسكوب ومجموعة من الدوافع المتكررة، مع إضافة بطاريات إضافية وخزانات للأكسجين.
وفي نوفمبر 1962، اُختير غوردن كوبر ليقود مهمة ميركوري أطلس 9، واُختير ألان شيبرد ليكون طيارًا احتياطيًا للمهمة.
وفي يوم 22 أبريل 1963، نُصب معزز أطلس الصاروخي رقم 130 دي مع مركبة ميركوري الفضائية رقم 20 على مجمع الإطلاق رقم 14.
ولأن هذه المهمة ستدور حول الأرض أعلى كل جزء من العالم تقريبًا بين خطي عرض 32.5 درجة شمالًا إلى 32.5 درجة جنوبًا، خُصص إجمالي 28 سفينةً، و171 طائرةً، و18000 جندي لدعم هذه المهمة.
تميز معزز أطلس الصاروخي المستخدم في هذه المهمة بالعديد من التحسينات التقنية، وكان أبرزها نظام الدفع المحسن مع مادة الاشتعال التلقائي التي ستقضي على الحاجة إلى فترة تثبيت للصاروخ على المنصة عند الإطلاق لمنع الاحتراق العنيف للوقود. وبعد ستة عمليات إطلاق ناجحة لمركبة ميركوري الفضائية على التوالي، كانت حالات الفشل التي وقعت في الأيام الأولى للبرنامج تبدو وكأنها ذكرى  بعيدة بحلول أوائل عام 1963، وتحلى مسؤولو ناسا بدرجة عالية من الثقة في الصاروخ أطلس تطغى على سجل إطلاقه الذي لم يكن مثاليًا بعد. كان هناك خمس حالات فشل للصاروخ أطلس دي، خلال فترة السبعة أشهر بين رحلتي شيرا وكوبر، وكانت إحداها بمركبة أطلس أجينا والبقية كانت في اختبارات تشغيل الصواريخ الباليستية عابرة القارات (ICBM). ولم تخفض ناسا من درجة حذرها مع الصاروخ أطلس، بالرغم من معدل النجاح المرتفع الذي تميز به مشروع ميركوري مؤخرًا آنذاك.
عندما طُرح الطاروخ أطلس 130 دي رسميًا من المصنع في يوم 30 يناير، وُجدت بعض التلفيات في منظومة الأسلاك بالصاروخ، واضطرت ناسا إلى إرسال الصاروخ إلى المصنع مرةً أخرى لأعمال الإصلاح. وفي أول مؤتمر صحفي له يوم 8 فبراير، اعترف غوردن كوبر أنه لم يكن يعلم الكثير حول مشاكل هذا المعزز الصاروخي وأنه كان يُركز من ناحية أخرى على التحسينات التي أُجريت على كبسولة ميركوري الخاصة به. رفعت المعدات العديدة والمستهلكات المضافة إلى الكبسولة، استعدادًا لهذه المهمة التي ستستغرق يومًا كاملًا، من وزن كبسولة  فيث 7 بشكل كبير؛ إذ كان وزنها يتخطى 1400 كيلوغرام.
وفي يوم 15 مارس، طُرح الصاروخ أطلس من مصنعه رسميًا للمرة الثانية، واجتاز الصاروح اختبارات الإطلاق بنجاح؛ وعبر مهندسو شركة كونفير لصناعة الطائرات عن ثقتهم في هذا الصاروخ موضحين أنه كان «طائرهم المفضل حتى الآن». وبجانب نظام الدفع الجديد، تلقى المعزز الصاروخي بعض التعديلات الطفيفة على موازنات المحرك لمعادلة الالتفاف الخطير المحتمل وقوعه، والذي حدث في أثناء إطلاق رحلة شيرا. تميز الصاروخ أيضًا بمعايرة مُحسنة لنظام استخدام المادة الدافعة.
تميزت محركات إم إيه 2 المطورة بحاقن ذي رؤوس حاجزة ومادة اشتعال تلقائي، ما يقضي على أي مخاوف متعلقة بالاحتراق العنيف  أو الحاجة إلى فترة تثبيت للصاروخ على المنصة قبل الإطلاق. وعلى هذا النحو، عملت مستشعرات قطع الاحتراق العنيف (RCC) على الصاروخ 130 دي بنظام تحكم مفتوح الحلقة ولأغراض نوعية فقط.
كان قرار كوبر بتسمية كبسولته فيث 7 قائمًا على إيمانه بقدرة معزز أطلس الصاروخي وكبسولة ميركوري في تنفيذ هذه المهمة بنجاح، ولكن نُشر بصحيفة واشنطن بوست أن بعض مسؤولي وكالة ناسا كانوا متشككين في هذا الأمر.

## معلومات المهمة

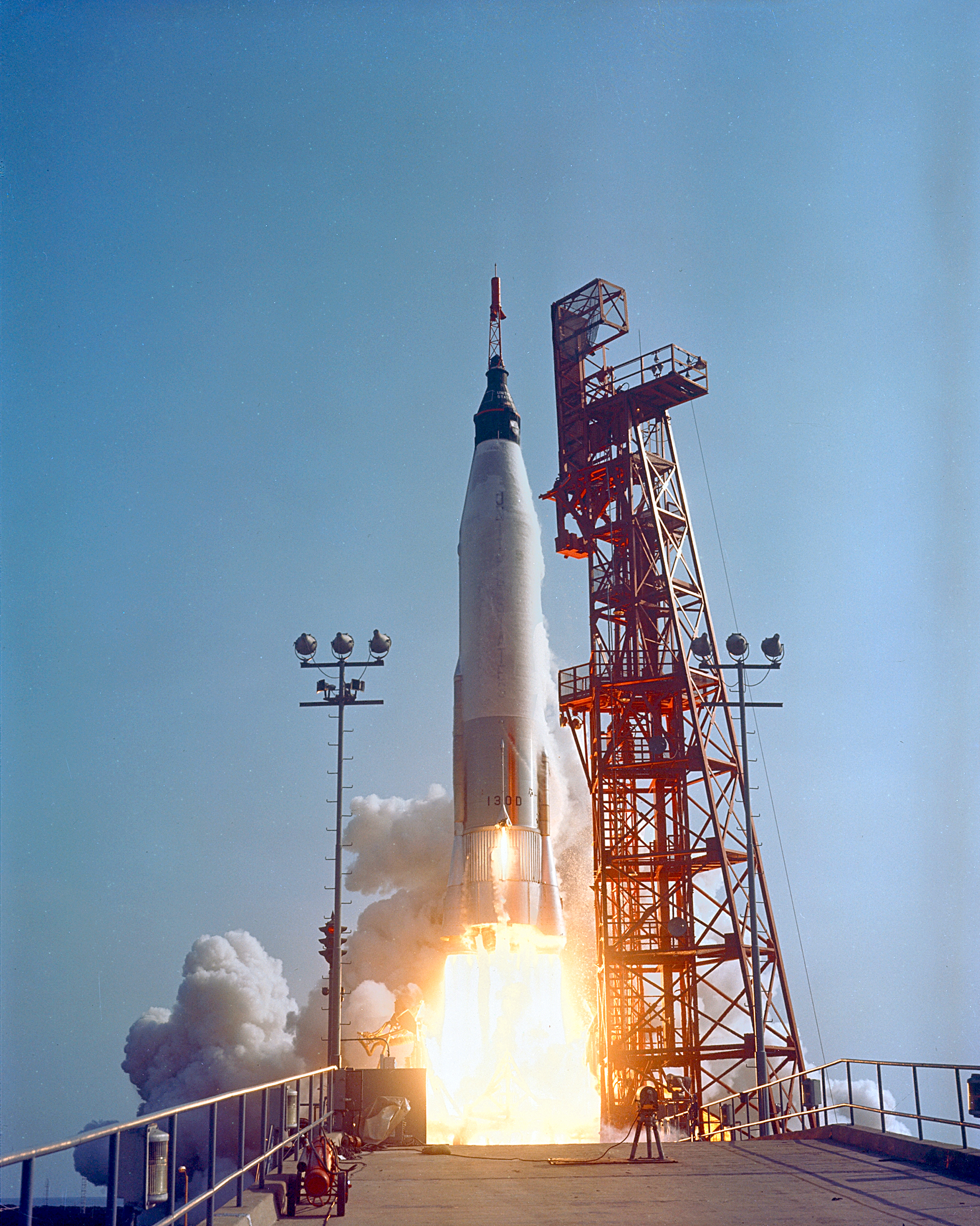
ميركوري-أطلس 9 أثناء إطلاقها

- الكتلة: 3,000 رطل (1,360 كجم)
- الحضيض: 163 كم (88 ميل بحري)
- الأوج: 265 كم (143 ميل بحري)
- زاوية الميلان: 32.5° درجة
- دور مداري: 88.77 دقيقة